# 毎日かあさん
『毎日かあさん』（まいにちかあさん）は、西原理恵子による日本の漫画。毎日新聞朝刊に2002年10月から2017年6月26日まで週1回連載された。

## 概要
物語は西原家を舞台に、主婦の日常生活や子育て等を描く。2004年には第8回文化庁メディア芸術祭マンガ部門優秀賞、2005年には手塚治虫文化賞（短編マンガ部門）、2008年に「ダ・ヴィンチ」BOOK OF THE YEAR 2007「泣けた本」第1位、2011年には第40回日本漫画家協会賞参議院議長賞を受賞する。毎日新聞社出版局から単行本8巻が出版されている。西原によると、連載開始当初は「絵や字が汚い」「非常に下品」といったクレームも受けたが、保育園で親を待つ娘を描いたエピソードで同様の境遇にいる母親から多くの共感が寄せられたという。2004年には長男が通学していた武蔵野市立小学校の担任教員に西原が呼ばれて「迷惑している」「学校を描かないでほしい」といった注意を受けたことがあり、編集部を通さずに作者を呼んだことに毎日新聞と西原が抗議、その後西原に対してPTA活動を控えるような動き（市側は否定）を巡って西原と市の間で文書のやりとりがあり、2005年9月2日には武蔵野市議会で議員の質問という形で取り上げられた。
2009年4月よりテレビ東京系にてテレビアニメが放送された。
2011年2月5日に全国松竹系にて実写映画版が公開。2012年には『うちの3姉妹』とのコラボレーション漫画を掲載している。
2014年2月2日にソチ五輪観戦の仕事が入ったため、初の代筆が行われることが発表された。コンドウアキが2月17日分、ヤマザキマリが2月24日分を代筆した 。
2017年6月26日をもって作者が”卒母”を宣言したことで連載終了が決定し、2002年10月から連載していた漫画は、14年9ヶ月の歴史に幕を閉じた 。西原は、「独り立ち」のタイミングと決めていた16歳に下の子（長女）が達した（2017年4月より高校2年生）ことで「母」を卒業したことが終了の理由と述べている。また同じ記事で、作中の息子や娘のエピソードは、周囲の母親たちからもたらされた複数の子どもの話を元にしたフィクションであったことを明かしている。最終回当日の毎日新聞は、終了について社説で「『毎日かあさん』卒業　いろんな家族を励ました」というタイトルで取り上げた。2017年9月時点で単行本シリーズの累計発行部数は250万部を突破している。
終了発表に際して西原は10月から毎日新聞に新たな漫画を連載する予定と告知され、8月28日に「最強のおばさん」を主人公とした『りえさん手帖』の連載を10月2日に開始することが発表された。
出前館のテレビCMにキャラクターが起用されていたことがある。

## 登場人物
家族の名字・子供の名前はアニメ化された時につけられたもので、「声」はアニメ版で声をあてている声優。

### 西原家（原作）/ 鴨原家（アニメ版）
かあさん（原作）/鴨原理恵子（かもはら りえこ）（アニメ版）
声 - 森公美子、三瓶由布子（少女時代）、藤井結夏（少女時代の代役）
2人の子を持つ漫画家で、この作品の作者兼語り手。いつもお団子頭に簪をさし首に手ぬぐいを巻き、割烹着を着た姿で描かれている（独身・新婚時代の回想では『鳥頭紀行　ジャングル編』の「おかっぱ頭にモンペ」で、子供時代は「おかっぱ頭にスカート」の姿で描かれている）。
育児は放任主義の面が強く、酒好きのため子供たちが幼いころは晩酌しながら2人を寝かせていた。また、取材で海外に行く事が多いため、5巻〜8巻の時期で海外に出るときは必ず子供を連れて出かけていた。
【原作】離婚しても何度体を壊して入院しても断酒できぬ鴨志田に怒りを募らせていたが、自らの主治医・高須克弥の助言を聞いてから彼への態度が優しくなり、最終的には再同居して彼の最期を看取った。
とうさん（原作） /鴨原穣（かもはら じょう）（アニメ版）
声 - 田口浩正
理恵子の夫で、世界各地を旅する報道カメラマン。娘を溺愛している。「一日一麺」をモットーにするほどラーメンが好きで、結婚前のデートでもラーメン屋に行ったことがある。
理恵子とはバンコクで出会い、アマゾンのジャングルで再会した後、彼女の言った「じゃあまたね」を真に受け彼女の家に押しかけてきてそのまま結婚した（アニメ版ではタイのジャングルで会ったことになっている）。
【原作・実写映画版】アルコール依存症の悪化によって理恵子と離婚。数年間入退院を繰り返した後（その間も子供の行事を見学にきたり母子が見舞いに行ったりしていた）閉鎖病棟に入院し、依存症の克服に成功し西原家に帰ってきたが、娘の保育園卒業と同時期に癌により他界した。没後は遺影や生前の回想が描かれている。
【アニメ版】普通の酒好きとなっていて、子供達との交流がより多く描かれている。
息子（原作）/ぶんじ = 鴨原文治（かもはら ぶんじ）（アニメ版）
声 - 園崎未恵
西原（鴨原）家の長男で、モデルは作者の息子（連載開始時は4歳）。外遊びが大好きでよく出歩くが勉強は大の苦手。小学校時代は空手教室に通っていた。
イラストの髪型は幼少期から高校2年生になった11巻（連載収録分）まで「坊主頭に何本か毛が生えている」様に書かれていたが、9巻目次掲載の「実際の子供達に似せた似顔絵」と11巻表紙・書下ろしからは年相応の髪型になっている。9巻表紙からは帽子を被った姿で描かれる事が多くなった。
アニメ版の名前「文治」は原作で飼っている猫の名前で、父が生前次男か初孫につけようとしていた名から来ている。また、原作5巻巻末でカメラ担当として名前が載った時は「西原ガンちゃん」となっていた。
娘、ぴよ美（原作）/ふみ = 鴨原ふみ（かもはら ふみ）（アニメ版）
声 - 藤井結夏
西原（鴨原）家の長女で、モデルは作者の娘（連載開始時は2歳）。大雑把な両親と兄に比べて世渡り上手の面があり、少女らしいお洒落によく挑戦している。原作10巻で中学校に進学してからはキャラクターデザインが大人びたものに変化している。
ばあちゃん = 西原淑子（原作）/ 鴨原淑子（かもはら しゅくこ）（アニメ版）
声 - 岡本麗
西原（鴨原）家の祖母（母方）で、モデルは作者の母。共働きで忙しい娘の子育てを手伝うため故郷の高知から連れてこられた。かつて2回結婚したが2回とも（夫の駄目さが原因で）破綻したため、理恵子と兄は40代になるまで実父の名も知らずに過ごし、義父の仏壇の供養も母本人が話を振るまで放置されていた。
家族の一員だがなぜか単行本表紙の「家族絵」では10巻時点で一度も書かれたことがない。
じいちゃん
声 - 渡部猛（第6話）→堀内賢雄（第66話）
かあさんの回想シーンに登場するかあさんの祖父（文治・ふみの曽祖父にあたる）で漁師。モデルは作者の母方の祖父。
ジョン
声 - 宮本充
アニメ版にのみ登場する鴨原家の飼い犬で、名前は作者の母がかつて飼っていた犬から、姿は原作での飼い犬「桃ちゃん」（離婚前後の苦痛や疲労で飼育にまで手が回らず、愛ちゃんの飼い犬になった）から来ている。
菊美・文治（原作）/菊・トラ（アニメ版）
原作6巻から登場した西原（鴨原）家の飼い猫。菊美（菊）がメスで文治（トラ）がオスで、品種はアメリカンショートヘア。
原作：猫好きな娘が友達の家から「菊美」をもらい、次にペットショップで売れ残っていた「文治」に子供たちが同情したためつがいで飼うことにした。その後猫夫婦は4匹の子をもうけ、1匹だけ残して後は里子に出している。
『西原理恵子の人生画力対決』（小学館）2巻の「須藤真澄・くるねこ大和」編では家に残した子猫は「こぶ吉」と命名され、『人生画力対決』時の3匹のデザインは10巻表紙・書下ろし漫画でも使われている（つぶらな目の「菊美」・白目がちの「文治」・眠そうな目の「こぶ吉」）。
「文治」には「文田文治」というフルネームがあり、「文田さん」とも呼ばれている。
アニメ版：ジョンがいなくなった後ふみの頼みで飼いだした子猫。
かあさんの兄
声 - 伊藤栄次
高知に住む理恵子の兄で、モデルは作者の兄（イラストは『ちくろ幼稚園』の「おにいちゃん」を老けさせた様な姿）。妹と同じく一男一女の子供がいて、息子はアニメオタクと化している。

### かあさんのまわりの人々
愛ちゃん
声 - 中尾衣里
かあさんのアシスタントで、モデルは作者のアシスタント麓愛。
水沼くん
声 - 菅沼久義
アニメ版にのみ登場するかあさん担当の編集者。

### 子供たちの友達・親仲間
麦ちゃん以外の名前・個人設定はアニメ版でのみ描写されている。
- 長崎家：菊池こころ（ちーくん）、本多知恵子（ママ = 長崎さん）、岩崎征実（パパ）
- 森田家：伊藤実華（まあくん）、赤土眞弓（ママ = 森田さん）、下崎紘史（パパ）
- 大地くんと家族：中川里江（大地くん）、村瀬迪与（大地くん（代役））中島沙樹（ママ）、内藤玲（パパ）
- 権田家：橘U子（権田くん、権田さん）
- 麦ちゃんと家族：永田亮子（麦ちゃん）、岩崎征実（夫）
  - 西原（鴨原）家の近所に住む子沢山家族。息子が5人いて（末息子は双子）、作品中では「麦ちゃん5（ファイブ）」と呼ばれている。
- 岩村家：山口由里子（岩村さん）、松山タカシ（夫）、石嶋久仁子・知桐京子など（岩村4兄弟）
- 千夏ちゃんと家族：許綾香（千夏ちゃん）、湯屋敦子（ママ）
- ひこくんと家族：中尾衣里（ひこくん）、山口由里子（ママ）
- タカくんと家族：梅田貴公美（タカくん）、湯屋敦子（ママ）
- かんなちゃんと家族：松元環季（かんなちゃん（初代））→きゃさりん（かんなちゃん（2代目））、高梁碧（ママ）
- ババ友:北條文栄（サキエさん）、定岡小百合（イヨさん）

### 西原の友人・知人
原作にのみ登場する作者の友人（注：彼らは実在の人物だがギャグ調に言動・キャラがデフォルメされている）で、作者が同時期に連載している『できるかな』・『週刊鳥頭ニュース』（週刊新潮連載）・『西原理恵子の人生画力対決』等に登場している。
- 加ト吉
  - 岩手県在住の音楽療法士[29]。オネエ言葉で話すゲイであり、西原の子供達を可愛がっている。
- みっちゃん
  - 西原がよく行くホルモン屋の店主。関西出身の元高校・大学球児（センパツ出場歴がある）で、サラリーマン経験の後店を開いた。大阪で飲食店を営む兄「ひで兄さん」がいる。
- 高須克弥
  - 西原の主治医（本職は整形外科医）。本作では『できるかな』等でネタにされている「富豪」の面や、『週刊鳥頭ニュース』・『ダーリンは70歳』での「西原との男女交際」はほぼ描かれず、彼女の良き助言者となっている[30]。
- 伊集院静
  - 作家で西原の友人。鴨志田を気に入っていて、彼の没後西原にある言葉を掛けた[31]。
- やなせたかし
  - 西原と同じ高知県出身のベテラン漫画家。3巻で「同郷対談」が行われ、他界後11巻収録の「アンパンマン先生」で追悼漫画が描かれた。

この他にも12巻で作家の松浦寿輝が登場し、13巻では白川道の追悼漫画が描かれ西原の友人でもある編集者中瀬ゆかりが登場した。

### その他の登場人物
早期教育の精霊
声 - 屋良有作
情操教育の精霊
声 - 松山タカシ
ゆとり教育の精霊
声 - 北沢力
ラブの精霊
声 - 田口浩正
バッタマン
声 - 坂巻亮祐
ぴにゃりくん
声 - 石井康嗣
あそちゃん（Z）
声 - 藤田淑子
文治のイマジナリー・フレンドで、阿蘇山の様な形をしている。モデルは原作でのイマジナリー・フレンド（『いけちゃんとぼく』に出てくる）「いけちゃん」。
白ふみ、黒ふみ、カラフルふみ、グレーふみ
声 - 藤井結夏
イ・ヤンジュン
声 - 北沢力
えみりちゃん
声 - 川田妙子
ナレーション
声 - 島本須美

## 関連作品
- 「あぁ息子」
- 「あぁ娘」
- 「あぁ夫」
- 「あぁ妻」
  - 子供・家庭を持つ毎日新聞読者から募集した苦労話に西原自らのコメントを添えて紙面に掲載したもので、毎日新聞社出版局より単行本にもなっている。「あぁ息子」と「あぁ娘」は既刊、「あぁ夫」と「あぁ妻」は現在本紙連載中。
- 『毎週かあさん』（小学館）全3巻
  - 小学館のモバイルサイト「コミック小学館」連載のカット集。西原曰く「自分の著作権を自分で侵害」した本[35]で、帯に「バチモン」と記されている。また、2巻の「まえがきまんが」には「リアル目に書いた子供達のイラスト」が掲載されている。
- 『西原理恵子と枝元なほみのおかん飯』(2014年12月)
- 『親子でがっちょりおかん飯』(2015年12月)
  - 毎日新聞「おんなのしんぶん」欄に連載中の枝元なほみとの共著作品。「おかん飯」のレシピを紹介している。

## テレビ放送・アニメ
2007年1月13日（東京地区）にフジテレビでこれを原作としたテレビ番組が放送された。新聞連載とそれに関連したVTRを見ながら西原や雨上がり決死隊らが会話した。アニメ版は2009年4月1日から2012年3月25日にかけて、テレビ東京系列にて放送された。4話で構成されていて、ナレーションは島本須美が担当している。また、開始当初から地上アナログ放送ではレターボックス放送である。
アニメーション制作はぎゃろっぷが担当していたが、63話からは韓国の同友アニメーションとの共同制作となり、97話からはTYOアニメーションズと同友アニメーションの共同制作となっている。
テレビ東京系列での放送枠は、開始から2011年2月23日までは毎週水曜日19:00 - 19:26に放送されていた。2011年4月3日より毎週日曜日17:30 - 18:00に変更された。2011年3月中の放送は休止となった。なお、この枠にアニメを放送するのは『キャプテン翼（平成版）』以来から約8年半振り。

### スタッフ
- 企画 - 白石誠・川崎由紀夫・松下洋子（ - 第96話）→川崎由紀夫・三宅将典（第97話 - ）、Kim Young Doo（第63話 - ）
- シリーズ構成 - 高橋ナツコ（ - 第96話）→岸間信明（第97話 - ）
- キャラクターデザイン - 水谷謙太（ - 第96話）→西野理恵（第97話 - ）、Lee Ok Mi（第63話 - 第96話）→Song Seung Taik（第97話 - ）
- 総作画監督 - 和田高明（ - 第96話）→不在
- 美術監督 - 三原伸明（ - 第96話）→柴田千佳子（第97話 - ）
- 色彩設計→色彩設定 - 横井正人（ - 第96話）→一瀬美代子（第97話 - ）
- 撮影監督 - 赤沢賢二（ - 第96話）→松崎信也（第97話 - ）、Heo Tae Hee（第63話 - ）
- 編集 - 中川晶男（ - 第96話）→後藤正浩（第97話 - ）
- 音響監督 - 松岡裕紀
- 音楽 - 栗原正己
- アニメーションプロデューサー - 土屋貴彦（ - 第62話）→水田賢治（第63話 - 第96話）→後藤史臣（第97話 - ）、Ha Hae Ran（第63話 - ）
- プロデューサー - 東不可止（ - 第103話）→白石誠（第104話 - ）、三宅将典（ - 第96話）→麻生一宏（第97話 - ）、Kang Seok Woo（第63話 - ）
- 副監督 - 片貝慎
- 監督 - 本郷みつる
- アニメーション制作 - ぎゃろっぷ（ - 第96話）→TYOアニメーションズ（第97話 - ）、同友アニメーション（第63話 - ）
- 製作 - テレビ東京、NAS、同友アニメーション（第63話 - 第96話）→TYOアニメーションズ（第97話 - ）

#### 第63話から追加された役職
- 作画チーフ - An Jai Ho
- レイアウトチーフ - Jeoun Byung Cheul
- 背景監督 - Lee Hoi Young
- セットデザイン - Ha Sun Jung（第63話 - 第96話）→Lee Won Gu（第97話 - ）
- 色彩設定→色彩設計 - Yoo Myoung Hee
- 映像編集 - Lee Young Min
- アソシエイトプロデューサー - Hong Jong Hoon（第63話 - 第96話）→Ryu Hyun Ju（第97話 - ）
- アニメーションディレクター - Park Byoung Soon（第63話 - 第96話）→Park Chan Young（第97話 - ）
- シリーズディレクター - Nam Jong Sik

### 実写パート
レギュラー出演
- 繁田美貴（テレビ東京アナウンサー）
- ゴルゴ松本（TIM）

#### 過去の出演者
- 藤井隆
- 須黒清華（テレビ東京アナウンサー）

#### かあさんと行く!はじめての○○
- 安田大サーカス
- 加藤歩（ザブングル）

### 主題歌
第1期オープニングテーマ「毎日かあさん」
作詞 - もりちよこ / 作曲 - 澤口和彦 / 編曲 - 亀山耕一郎 / 歌 - 森公美子
第1期エンディングテーマ「ただいま」
作詞 - 森由里子 / 作曲 - 吉野ユウヤ / 編曲 - 新井理生 / 歌 - 佐藤ひろみち
曲名は「おかえり」と表記されることもあり。
第2期オープニングテーマ「あるいてゆこう」
作詞・作曲 - ビリー / 編曲 - 長江徹 / 歌 - ビリケン
第2期エンディングテーマ「かあさんの背中」
作詞・作曲 - ビリー / 編曲 - 長江徹 / 歌 - ビリケン
第3期オープニングテーマ「風が吹く丘」
作詞・作曲 - ビリー / 編曲 - 長江徹 / 歌 - ビリケン
椎名へきるの楽曲とは無関係。
第3期エンディングテーマ「お守り傘」
作詞・作曲 - ビリー / 編曲 - 長江徹 / 歌 - ビリケン

### 各話リスト
各話放送後に、サブタイトルが表示されるという、非常に珍しいパターンである。
| 1  | べっちょり                     | 2009年 4月1日 | 47 | どこから                         | 3月17日       | 95  | ここから先が            | 4月24日       |
| 1  | 受けた                         | 2009年 4月1日 | 47 | お蔵だし                         | 3月17日       | 95  | ケンカ                  | 4月24日       |
| 1  | 太陽にほえろ                   | 2009年 4月1日 | 47 | バッタマンごっこ                 | 3月17日       | 95  | ジョンとかあさん        | 4月24日       |
| 1  | ごあいさつ                     | 2009年 4月1日 | 47 | こどもの扉                       | 3月17日       | 95  | 寝る                    | 4月24日       |
| 1  | カニ母                         | 2009年 4月1日 | 48 | パーマ屋さん                     | 3月31日       | 96  | ビヨンセ                | 5月1日        |
| 1  | メール                         | 2009年 4月1日 | 48 | ヤシの実売り                     | 3月31日       | 96  | 麦マイナス1             | 5月1日        |
| 2  | 漫画家かあさん                 | 4月15日       | 48 | トイレザップン湖                 | 3月31日       | 96  | ボルシチ                | 5月1日        |
| 2  | 漫画家かあさん大忙し           | 4月15日       | 48 | カンボジア大好き                 | 3月31日       | 96  | お蔵だし                | 5月1日        |
| 2  | かんろく                       | 4月15日       | 49 | 4対1                             | 4月7日        | 97  | ぴにゃりとうさん        | 5月8日        |
| 2  | びゅっ                         | 4月15日       | 49 | おにもつれんさ                   | 4月7日        | 97  | 男のコ女のコ            | 5月8日        |
| 3  | 精霊降臨                       | 4月22日       | 49 | すいぞくかん                     | 4月7日        | 97  | おかあさんの必殺技      | 5月8日        |
| 3  | 精霊の逆襲                     | 4月22日       | 49 | 魚は肴                           | 4月7日        | 97  | とうさんVSかあさん      | 5月8日        |
| 3  | わたしをみて!                  | 4月22日       | 50 | 学校への道                       | 4月14日       | 98  | ホント                  | 5月15日       |
| 3  | 兄妹                           | 4月22日       | 50 | 給食                             | 4月14日       | 98  | うそうそ                | 5月15日       |
| 4  | バザーは大変                   | 4月29日       | 50 | まずいラーメン屋                 | 4月14日       | 98  | オヤジのたしなみ        | 5月15日       |
| 4  | どとーの保育園                 | 4月29日       | 50 | ぴーぴーあな                     | 4月14日       | 98  | 雨の日の笑顔            | 5月15日       |
| 4  | もうしません                   | 4月29日       | 51 | ちまき騒動                       | 4月21日       | 99  | みどりのおじさん        | 5月22日       |
| 4  | てのひら                       | 4月29日       | 51 | うちゅうのほうかい               | 4月21日       | 99  | プロデュース            | 5月22日       |
| 5  | オレは帰るぜ                   | 5月6日        | 51 | 春とドロドロ                     | 4月21日       | 99  | ボタン                  | 5月22日       |
| 5  | そもそもね                     | 5月6日        | 51 | おたまレスキュー隊               | 4月21日       | 99  | スナックとうさん        | 5月22日       |
| 5  | うまいぞ                       | 5月6日        | 52 | お泊まり会                       | 4月28日       | 100 | なりきりふみ            | 5月29日       |
| 5  | いっしょ                       | 5月6日        | 52 | 父のうどんあらため、母のすいとん | 4月28日       | 100 | なりきりぶんじ          | 5月29日       |
| 6  | じいちゃん                     | 5月13日       | 52 | つめ放題                         | 4月28日       | 100 | とうさん改造            | 5月29日       |
| 6  | 基本です                       | 5月13日       | 52 | 好き                             | 4月28日       | 100 | みじかい                | 5月29日       |
| 6  | しゅき                         | 5月13日       | 53 | うんどうかい                     | 5月5日        | 101 | ぴにゃり333             | 6月5日        |
| 6  | ばっしん                       | 5月13日       | 53 | 逃げろ!                          | 5月5日        | 101 | ぶり屋さん              | 6月5日        |
| 7  | ゴボゴボ                       | 5月20日       | 53 | 目でころす                       | 5月5日        | 101 | とうさんの出番          | 6月5日        |
| 7  | わるくない                     | 5月20日       | 53 | はしれはしれ!                    | 5月5日        | 101 | アソちゃんとぼく        | 6月5日        |
| 7  | かいじゅう                     | 5月20日       | 54 | ザリガニ                         | 5月12日       | 102 | フリマ                  | 6月12日       |
| 7  | プッツン                       | 5月20日       | 54 | 父の純心                         | 5月12日       | 102 | フリフリママ            | 6月12日       |
| 8  | お片付け                       | 5月27日       | 54 | 宇宙飛行士                       | 5月12日       | 102 | かあさんの逆襲          | 6月12日       |
| 8  | 九九                           | 5月27日       | 54 | 宇宙飛行士になる                 | 5月12日       | 102 | とうさんの休日          | 6月12日       |
| 8  | やる気                         | 5月27日       | 55 | 初恋・・・、ふみ                 | 5月19日       | 103 | おっぱい                | 6月19日       |
| 8  | やる気出す                     | 5月27日       | 55 | 初恋・・・、ぶんじ               | 5月19日       | 103 | セレブ・・・?           | 6月19日       |
| 9  | しるがでた                     | 6月3日        | 55 | おたまぴょん                     | 5月19日       | 103 | スーパーとうさん        | 6月19日       |
| 9  | やっぱり、ムリ!                | 6月3日        | 55 | 夫婦愛                           | 5月19日       | 103 | ジョンとメリー          | 6月19日       |
| 9  | ランドセル                     | 6月3日        | 56 | 伝説のカリー                     | 5月26日       | 104 | 茶柱                    | 6月26日       |
| 9  | ゆめ                           | 6月3日        | 56 | ばあちゃんの恋                   | 5月26日       | 104 | カメラマン              | 6月26日       |
| 10 | 脱走                           | 6月10日       | 56 | 歯がぬけた                       | 5月26日       | 104 | 男どうし                | 6月26日       |
| 10 | いぬはそと                     | 6月10日       | 56 | 二人でおつかい                   | 5月26日       | 104 | お宝ショップ            | 6月26日       |
| 10 | わがはいはいぬである           | 6月10日       | 57 | 朝ごはん                         | 6月2日        | 105 | 悪夢                    | 7月3日        |
| 10 | また脱走                       | 6月10日       | 57 | サッカーさま                     | 6月2日        | 105 | 男の減量                | 7月3日        |
| 11 | いそがしい                     | 6月17日       | 57 | 父の日・・・、って               | 6月2日        | 105 | 恐竜博へGO!             | 7月3日        |
| 11 | 男の子のおかあさん             | 6月17日       | 57 | 雨の日                           | 6月2日        | 105 | おばあちゃん、と        | 7月3日        |
| 11 | そう、それ!                    | 6月17日       | 58 | バザー                           | 6月9日        | 106 | ぴにゃりの惑星          | 7月10日       |
| 11 | 台所                           | 6月17日       | 58 | 職人技                           | 6月9日        | 106 | 麦ちゃん怒る!           | 7月10日       |
| 12 | さあ食え                       | 6月24日       | 58 | つわもの                         | 6月9日        | 106 | 麦ちゃんの逆襲          | 7月10日       |
| 12 | 解禁                           | 6月24日       | 58 | 打ち上げ                         | 6月9日        | 106 | 夏休み                  | 7月10日       |
| 12 | お前がわるい                   | 6月24日       | 59 | いけいけブンジマン4              | 6月16日       | 107 | 指輪の値段              | 7月17日       |
| 12 | 親の背中                       | 6月24日       | 59 | 白か黒か                         | 6月16日       | 107 | おまねき                | 7月17日       |
| 13 | してやったり                   | 7月1日        | 59 | 仲直り                           | 6月16日       | 107 | 白と黒と兄              | 7月17日       |
| 13 | めっ                           | 7月1日        | 59 | スランプかあさん                 | 6月16日       | 107 | 桃タロ子                | 7月17日       |
| 13 | うつるんです                   | 7月1日        | 60 | 大地くんちでお勉強               | 6月23日       | 108 | ウトウト                | 7月24日       |
| 13 | 夜道                           | 7月1日        | 60 | もってかえれ                     | 6月23日       | 108 | ヘトヘト                | 7月24日       |
| 14 | ひと工夫                       | 7月8日        | 60 | 停電                             | 6月23日       | 108 | プカプカ                | 7月24日       |
| 14 | この日だけは!                  | 7月8日        | 60 | まだ停電                         | 6月23日       | 108 | ヒヤヒヤ                | 7月24日       |
| 14 | もうイヤ                       | 7月8日        | 61 | サファリパーク                   | 7月7日        | 109 | ねむい                  | 7月31日       |
| 14 | セミの声                       | 7月8日        | 61 | とうさんvs沖田くん               | 7月7日        | 109 | 絵日記                  | 7月31日       |
| 15 | 夏休みは終わらない             | 7月22日       | 61 | 兄と妹                           | 7月7日        | 109 | ゆかた                  | 7月31日       |
| 15 | まだ夏休みは終わらない         | 7月22日       | 61 | 帰り道                           | 7月7日        | 109 | お祭り                  | 7月31日       |
| 15 | まだまだ夏休みは終わらない     | 7月22日       | 62 | こどもの世界                     | 7月14日       | 110 | ミニトマト              | 8月7日        |
| 15 | まだまだまだ夏休みは終わらない | 7月22日       | 62 | はるかなる山のおたけび           | 7月14日       | 110 | ひとり旅                | 8月7日        |
| 16 | ふるさと                       | 7月29日       | 62 | 家族大作戦                       | 7月14日       | 110 | より道名人              | 8月7日        |
| 16 | あずき洗い                     | 7月29日       | 62 | 夫婦の会話                       | 7月14日       | 110 | ぴにゃり大喜利          | 8月7日        |
| 16 | 父の名前                       | 7月29日       | 63 | テストのヤマ                     | 7月21日       | 111 | 精霊の政令              | 8月14日       |
| 16 | 青いところ                     | 7月29日       | 63 | せいれいさん                     | 7月21日       | 111 | かえり道                | 8月14日       |
| 17 | ツイてる?                      | 8月5日        | 63 | 姫のこころ                       | 7月21日       | 111 | 幸せになりたい          | 8月14日       |
| 17 | 似てる?                        | 8月5日        | 63 | もったいない君                   | 7月21日       | 111 | ごきげん                | 8月14日       |
| 17 | ほめどころ?                    | 8月5日        | 64 | おちた                           | 7月28日       | 112 | ワイハー                | 8月21日       |
| 17 | うしろ姿                       | 8月5日        | 64 | 動物                             | 7月28日       | 112 | ワイハー最高            | 8月21日       |
| 18 | さとり                         | 8月12日       | 64 | まえがみ                         | 7月28日       | 112 | はじめました            | 8月21日       |
| 18 | 脂をのせて                     | 8月12日       | 64 | 夏の知らせ                       | 7月28日       | 112 | さんぽ                  | 8月21日       |
| 18 | バーベキュー                   | 8月12日       | 65 | 親子ゲンカ                       | 8月4日        | 113 | 未来の姿                | 8月28日       |
| 18 | 親友                           | 8月12日       | 65 | 蚊                               | 8月4日        | 113 | 時間旅行                | 8月28日       |
| 19 | さくせん                       | 8月19日       | 65 | 娘の要求                         | 8月4日        | 113 | 男って・・・            | 8月28日       |
| 19 | しおひがり                     | 8月19日       | 65 | 机の中                           | 8月4日        | 113 | 小1の夏休み             | 8月28日       |
| 19 | おたますくい                   | 8月19日       | 66 | こそこそ                         | 8月11日       | 114 | 特別な日                | 9月4日        |
| 19 | 小かあさん                     | 8月19日       | 66 | 夏休み                           | 8月11日       | 114 | 成長                    | 9月4日        |
| 20 | あしたから                     | 8月26日       | 66 | 浜辺の教育                       | 8月11日       | 114 | わかれ                  | 9月4日        |
| 20 | ちゃんとあしたから             | 8月26日       | 66 | 海賊船                           | 8月11日       | 114 | ねこむすめ              | 9月4日        |
| 20 | 夜のおはなし                   | 8月26日       | 67 | 恐怖の合宿                       | 8月18日       | 115 | うちのカミさん          | 9月11日       |
| 20 | ぜいたくな悩み                 | 8月26日       | 67 | ぐへー                           | 8月18日       | 115 | ガールズ                | 9月11日       |
| 21 | チョップ                       | 9月2日        | 67 | 甘いぞ                           | 8月18日       | 115 | ボクの弟                | 9月11日       |
| 21 | なりたい                       | 9月2日        | 67 | ぶんぶん                         | 8月18日       | 115 | ババ友                  | 9月11日       |
| 21 | かあさんの知恵袋               | 9月2日        | 68 | ムエタイ少年                     | 8月25日       | 116 | レディースパック        | 9月18日       |
| 21 | んぎゃー、がばっ               | 9月2日        | 68 | カブトガニ                       | 8月25日       | 116 | メガネ                  | 9月18日       |
| 21 | お蔵出し                       | 9月2日        | 68 | 鉄道かあさん                     | 8月25日       | 116 | フレキシブル            | 9月18日       |
| 22 | どけどけどけ                   | 9月9日        | 68 | ぶんじのお嫁さん                 | 8月25日       | 116 | 一年生                  | 9月18日       |
| 22 | ビーム                         | 9月9日        | 69 | 頭上注意                         | 9月1日        | 117 | 成長したか?             | 9月25日       |
| 22 | たからもの                     | 9月9日        | 69 | ヌタ弁                           | 9月1日        | 117 | 流行りもの              | 9月25日       |
| 22 | なかよし                       | 9月9日        | 69 | 愛ちゃん監督                     | 9月1日        | 117 | 夢は、はかなく          | 9月25日       |
| 23 | 雨上がりの像                   | 9月16日       | 69 | 親子バカップル                   | 9月1日        | 117 | パパ似                  | 9月25日       |
| 23 | くちげんか                     | 9月16日       | 70 | 映画館                           | 9月8日        | 118 | 馬と鹿                  | 10月2日       |
| 23 | 消えたかあさん                 | 9月16日       | 70 | お仲間                           | 9月8日        | 118 | 塾                      | 10月2日       |
| 23 | 祭りの夜                       | 9月16日       | 70 | 5バカ                            | 9月8日        | 118 | 君の瞳に、完敗          | 10月2日       |
| 24 | ぶんじのヒミツ                 | 9月23日       | 70 | いつまでも                       | 9月8日        | 118 | ボクの靴、知りませんか? | 10月2日       |
| 24 | ぶんじ、一年生                 | 9月23日       | 71 | 恐怖の夜                         | 9月15日       | 119 | ネコの性格              | 10月9日       |
| 24 | 最後のカニ母                   | 9月23日       | 71 | ケータイって・・・               | 9月15日       | 119 | バス遠足                | 10月9日       |
| 24 | ああ保育園                     | 9月23日       | 71 | じっけん                         | 9月15日       | 119 | コンプリート            | 10月9日       |
| 25 | 男子たるもの                   | 10月7日       | 71 | にがおえ                         | 9月15日       | 119 | ウンポコピー            | 10月9日       |
| 25 | 三バカ                         | 10月7日       | 72 | 女の子パワー                     | 9月22日       | 120 | 小さなペンタゴン        | 10月16日      |
| 25 | 女の単位                       | 10月7日       | 72 | スナックかあさん                 | 9月22日       | 120 | ハートのペンタゴン      | 10月16日      |
| 25 | うたたねへの道                 | 10月7日       | 72 | 続スナックかあさん               | 9月22日       | 120 | 夢の彼氏                | 10月16日      |
| 26 | じゃりっパゲ                   | 10月14日      | 72 | ゲージツの秋                     | 9月22日       | 120 | ひとり寝                | 10月16日      |
| 26 | ヘソのゴマ                     | 10月14日      | 73 | 女子部ダイエット                 | 10月6日       | 121 | レギンス男子            | 10月23日      |
| 26 | すぅすぅ                       | 10月14日      | 73 | 女の子トーク                     | 10月6日       | 121 | パジャマ                | 10月23日      |
| 26 | ボーイズトーク                 | 10月14日      | 73 | 棒                               | 10月6日       | 121 | 三角折り                | 10月23日      |
| 27 | 傘をさせ!                      | 10月21日      | 73 | 石                               | 10月6日       | 121 | わり算                  | 10月23日      |
| 27 | しりとり                       | 10月21日      | 74 | かきあげ                         | 10月13日      | 122 | 学級新聞                | 10月30日      |
| 27 | ハロウィン                     | 10月21日      | 74 | むぎ式ダイエット                 | 10月13日      | 122 | プレゼント?             | 10月30日      |
| 27 | なじまず                       | 10月21日      | 74 | 母のウソ                         | 10月13日      | 122 | 昼下がり                | 10月30日      |
| 28 | 大地くん                       | 10月28日      | 74 | おなかの中身                     | 10月13日      | 122 | 人生・・・って?         | 10月30日      |
| 28 | ああ、漢字                     | 10月28日      | 75 | ちょいワル                       | 10月20日      | 123 | 授業参観                | 11月6日       |
| 28 | 逃避                           | 10月28日      | 75 | できる男                         | 10月20日      | 123 | だっこ                  | 11月6日       |
| 28 | 恥じらい                       | 10月28日      | 75 | ぷりぷり                         | 10月20日      | 123 | からあげ力              | 11月6日       |
| 29 | 麦ちゃん5登場!                 | 11月4日       | 75 | 遺伝                             | 10月20日      | 123 | フクザツ                | 11月6日       |
| 29 | ピクニック                     | 11月4日       | 76 | ぴにゃりくんの逆襲               | 10月27日      | 124 | ババは強し              | 11月13日      |
| 29 | 麦ちゃんの秘密                 | 11月4日       | 76 | こどものカゼ                     | 10月27日      | 124 | 転校生                  | 11月13日      |
| 29 | 死ななきゃいいんです           | 11月4日       | 76 | おとなのカゼ                     | 10月27日      | 124 | 一年生と六年生          | 11月13日      |
| 30 | 読書時間                       | 11月11日      | 76 | ケッコンの条件                   | 10月27日      | 124 | みんなそろって          | 11月13日      |
| 30 | 漢字                           | 11月11日      | 77 | 女の友情                         | 11月10日      | 125 | 占い                    | 11月20日      |
| 30 | 忍法娘                         | 11月11日      | 77 | おしゃべり                       | 11月10日      | 125 | お弁当                  | 11月20日      |
| 30 | おつかい                       | 11月11日      | 77 | お風呂                           | 11月10日      | 125 | イチゴ一会              | 11月20日      |
| 31 | いけいけブンジマン             | 11月18日      | 77 | おこりんぼかあさん               | 11月10日      | 125 | DNA                     | 11月20日      |
| 31 | 息子よ、どこに…                | 11月18日      | 78 | ぐるぐる                         | 11月17日      | 126 | イチバン                | 11月27日      |
| 31 | ガサ入れ                       | 11月18日      | 78 | おやこ                           | 11月17日      | 126 | ゆきおんな              | 11月27日      |
| 31 | ぶんじの突撃友達んちの晩ご飯   | 11月18日      | 78 | 気持ちはわかる                   | 11月17日      | 126 | きづかい                | 11月27日      |
| 32 | こどもの時間                   | 11月25日      | 78 | メロン                           | 11月17日      | 126 | 集中                    | 11月27日      |
| 32 | 続こどもの時間                 | 11月25日      | 79 | おみあい                         | 11月24日      | 127 | 夫婦喧嘩                | 12月4日       |
| 32 | のれた!                        | 11月25日      | 79 | およばれ                         | 11月24日      | 127 | けいたい!               | 12月4日       |
| 32 | おとうと?                      | 11月25日      | 79 | ブーム                           | 11月24日      | 127 | セクシーデュオ          | 12月4日       |
| 32 | ひきざん                       | 11月25日      | 79 | 秋の空                           | 11月24日      | 127 | アルバム                | 12月4日       |
| 32 | ひきざんの逆襲                 | 11月25日      | 80 | ふりーだむ                       | 12月1日       | 128 | アルバイト              | 12月11日      |
| 33 | ザッツ・スーパー銭湯           | 12月2日       | 80 | おそうしき                       | 12月1日       | 128 | 女みがき                | 12月11日      |
| 33 | おままごと                     | 12月2日       | 80 | 兄嫁                             | 12月1日       | 128 | 京都へいこう!           | 12月11日      |
| 33 | 君が頼りだ                     | 12月2日       | 80 | ただいま                         | 12月1日       | 128 | 猫とかあさん            | 12月11日      |
| 33 | まんが家さん                   | 12月2日       | 81 | コッセツ                         | 12月8日       | 129 | トラウマ                | 12月18日      |
| 34 | 白ふみちゃん黒ふみちゃん       | 12月9日       | 81 | かっこようて                     | 12月8日       | 129 | おばあちゃんのケータイ  | 12月18日      |
| 34 | 晴れぶたい                     | 12月9日       | 81 | まんが家ぶんじ                   | 12月8日       | 129 | 事実は小説より奇なり    | 12月18日      |
| 34 | 大間違い                       | 12月9日       | 81 | ひそひそ                         | 12月8日       | 129 | ネジまわし              | 12月18日      |
| 34 | バカ大将                       | 12月9日       | 82 | 一日一善あらため一日一麺         | 12月15日      | 130 | 一日の恋                | 12月25日      |
| 35 | いけいけブンジマン2            | 12月16日      | 82 | 消えたぶんじたち                 | 12月15日      | 130 | おすもうサンタ          | 12月25日      |
| 35 | 母たちのお茶会                 | 12月16日      | 82 | キラケシ                         | 12月15日      | 130 | おばあちゃんの味        | 12月25日      |
| 35 | 男の休日                       | 12月16日      | 82 | ふみ、ギャルになる?              | 12月15日      | 130 | 子離れ                  | 12月25日      |
| 35 | 欲望ツリー                     | 12月16日      | 83 | 食虫植物                         | 12月22日      | 131 | お年玉                  | 2012年 1月8日 |
| 36 | 逃げろかあさん!                | 12月23日      | 83 | 公園デビュー                     | 12月22日      | 131 | さけび初め              | 2012年 1月8日 |
| 36 | 天才芸                         | 12月23日      | 83 | さむ〜い                         | 12月22日      | 131 | 今年も、一日一麺        | 2012年 1月8日 |
| 36 | 雪合戦                         | 12月23日      | 83 | サンタクロースへお願い           | 12月22日      | 131 | おとな?こども?          | 2012年 1月8日 |
| 36 | 年の終わりに                   | 12月23日      | 84 | 舞族                             | 2011年 1月5日 | 132 | 胃袋                    | 1月15日       |
| 37 | 元旦                           | 2010年 1月6日 | 84 | 弁当選手権                       | 2011年 1月5日 | 132 | おかん                  | 1月15日       |
| 37 | はねつき                       | 2010年 1月6日 | 84 | レッツ、ディスカッション!        | 2011年 1月5日 | 132 | 娘よ                    | 1月15日       |
| 37 | モチうまいね                   | 2010年 1月6日 | 84 | 家出少女ふみ                     | 2011年 1月5日 | 132 | 乙女の会                | 1月15日       |
| 37 | マズイ                         | 2010年 1月6日 | 85 | 麦家のなぞ                       | 1月12日       | 133 | 九州へ                  | 1月22日       |
| 38 | 動物園                         | 1月13日       | 85 | ドレス                           | 1月12日       | 133 | 長崎にて                | 1月22日       |
| 38 | 野生のさけび                   | 1月13日       | 85 | ドリルやれドリル                 | 1月12日       | 133 | 座敷わらし              | 1月22日       |
| 38 | 男の早期教育                   | 1月13日       | 85 | ラーメンの歳月                   | 1月12日       | 133 | ただいま                | 1月22日       |
| 38 | 大好物                         | 1月13日       | 86 | 小姑                             | 1月19日       | 134 | 小さなプライド          | 1月29日       |
| 39 | いけいけブンジマン3            | 1月20日       | 86 | 熟睡中                           | 1月19日       | 134 | 子は親の鏡              | 1月29日       |
| 39 | ぷーちゃん、ぴーちゃん         | 1月20日       | 86 | 尊敬                             | 1月19日       | 134 | 素直で元気              | 1月29日       |
| 39 | 社会見学                       | 1月20日       | 86 | 同志                             | 1月19日       | 134 | スタイル                | 1月29日       |
| 39 | かんさつ日記                   | 1月20日       | 87 | 犬も歩けば                       | 1月26日       | 135 | おるすばん              | 2月5日        |
| 40 | ぶんじの突撃!友達んちの晩御飯2 | 1月27日       | 87 | 寒稽古                           | 1月26日       | 135 | つづく                  | 2月5日        |
| 40 | 一日かあさん                   | 1月27日       | 87 | とうさんのカメラ                 | 1月26日       | 135 | 雪アソビ                | 2月5日        |
| 40 | 見にいこうか                   | 1月27日       | 87 | 笑顔                             | 1月26日       | 135 | ありがとう              | 2月5日        |
| 40 | 父の背中                       | 1月27日       | 88 | 入れ食い                         | 2月2日        | 136 | 野良犬みたいに          | 2月12日       |
| 41 | ドッジボール                   | 2月3日        | 88 | カニへの道                       | 2月2日        | 136 | ドットのハンカチ        | 2月12日       |
| 41 | なんかコーフン                 | 2月3日        | 88 | 露天風呂                         | 2月2日        | 136 | 大合作                  | 2月12日       |
| 41 | 予習                           | 2月3日        | 88 | 冬の動物園                       | 2月2日        | 136 | ミニ縁日                | 2月12日       |
| 41 | お誕生会                       | 2月3日        | 89 | しんだふり                       | 2月9日        | 137 | スタンプ                | 2月19日       |
| 42 | 13-7=?                         | 2月10日       | 89 | フランソワ                       | 2月9日        | 137 | 精霊のひとりごと        | 2月19日       |
| 42 | まぼろし                       | 2月10日       | 89 | スキー                           | 2月9日        | 137 | 父と娘                  | 2月19日       |
| 42 | 鬼は外                         | 2月10日       | 89 | でっかいどう                     | 2月9日        | 137 | 似たもの夫婦            | 2月19日       |
| 42 | タッチ                         | 2月10日       | 90 | アソちゃん                       | 2月16日       | 138 | 旦那の育て方            | 2月26日       |
| 43 | 父親ゆずり                     | 2月17日       | 90 | ふたりの秘密                     | 2月16日       | 138 | スター☆ぶんじ           | 2月26日       |
| 43 | 男の教室                       | 2月17日       | 90 | 兄、きたる!                      | 2月16日       | 138 | ウインナちゃん          | 2月26日       |
| 43 | 白いスカート                   | 2月17日       | 90 | 赤トンボ                         | 2月16日       | 138 | かあさん誕生日          | 2月26日       |
| 43 | 名じょゆう                     | 2月17日       | 91 | 赤ずきん                         | 2月23日       | 139 | ネコの手                | 3月4日        |
| 44 | ぴにゃりくん                   | 2月24日       | 91 | からあげ                         | 2月23日       | 139 | 子の心、親知らず        | 3月4日        |
| 44 | おねえちゃん                   | 2月24日       | 91 | あいあいがさ                     | 2月23日       | 139 | しりとり                | 3月4日        |
| 44 | ハイヒール                     | 2月24日       | 91 | 0点記念                          | 2月23日       | 139 | おじいちゃんのめがね    | 3月4日        |
| 44 | 理系度                         | 2月24日       | 92 | 帰る時間                         | 4月3日        | 140 | 肉食系男子              | 3月11日       |
| 45 | 朝っぱらから                   | 3月3日        | 92 | 世話チョコ                       | 4月3日        | 140 | ロンリー・ドライバー    | 3月11日       |
| 45 | カレー                         | 3月3日        | 92 | カツカレー                       | 4月3日        | 140 | 危機到来!               | 3月11日       |
| 45 | 亀レース                       | 3月3日        | 92 | おかえりなさい隊                 | 4月3日        | 140 | 犬も食わない            | 3月11日       |
| 45 | ホワイトデー騒動               | 3月3日        | 93 | キューピッドの矢                 | 4月10日       | 141 | 男が生まれた日          | 3月18日       |
| 46 | 禁酒                           | 3月10日       | 93 | だれ・・・?                      | 4月10日       | 141 | 男のハンバーグ          | 3月18日       |
| 46 | ゆとり                         | 3月10日       | 93 | からいっ!                        | 4月10日       | 141 | 男のヒミツ              | 3月18日       |
| 46 | 男の背中                       | 3月10日       | 93 | 路上の天才                       | 4月10日       | 141 | 学校を休んだ日          | 3月18日       |
| 46 | 写真                           | 3月10日       | 94 | コンカツ                         | 4月17日       | 142 | くつ下                  | 3月25日       |
| -  | -                              | -             | 94 | 育つな                           | 4月17日       | 142 | カラフル                | 3月25日       |
| -  | -                              | -             | 94 | ドレスの下は                     | 4月17日       | 142 | ずっと、かあさん        | 3月25日       |
| -  | -                              | -             | 94 | デート                           | 4月17日       | -   | -                       | -             |

### 放送局
| 放送地域       | 放送局         | 放送期間                                                                               | 放送日時                                                 | 放送系列            | 放送の遅れ | 備考                                      |
| -------------- | -------------- | -------------------------------------------------------------------------------------- | -------------------------------------------------------- | ------------------- | ---------- | ----------------------------------------- |
| 関東広域圏     | テレビ東京     | 2009年4月1日 - 2011年2月23日 2011年4月3日 - 2012年3月25日                              | 水曜 19:00 - 19:26 日曜 17:30 - 18:00                    | テレビ東京系列      | 製作局     | 4月1日は 初回スペシャルとして 2話連続放送 |
| 大阪府         | テレビ大阪     | 2009年4月1日 - 2011年2月23日 2011年4月3日 - 2012年3月25日                              | 水曜 19:00 - 19:26 日曜 17:30 - 18:00                    | テレビ東京系列      | 同時ネット | 4月1日は 初回スペシャルとして 2話連続放送 |
| 愛知県         | テレビ愛知     | 2009年4月1日 - 2011年2月23日 2011年4月3日 - 2012年3月25日                              | 水曜 19:00 - 19:26 日曜 17:30 - 18:00                    | テレビ東京系列      | 同時ネット | 4月1日は 初回スペシャルとして 2話連続放送 |
| 北海道         | テレビ北海道   | 2009年4月1日 - 2011年2月23日 2011年4月3日 - 2012年3月25日                              | 水曜 19:00 - 19:26 日曜 17:30 - 18:00                    | テレビ東京系列      | 同時ネット | 4月1日は 初回スペシャルとして 2話連続放送 |
| 岡山県・香川県 | テレビせとうち | 2009年4月1日 - 2011年2月23日 2011年4月3日 - 2012年3月25日                              | 水曜 19:00 - 19:26 日曜 17:30 - 18:00                    | テレビ東京系列      | 同時ネット | 4月1日は 初回スペシャルとして 2話連続放送 |
| 福岡県         | TVQ九州放送    | 2009年4月1日 - 2011年2月23日 2011年4月3日 - 2012年3月25日                              | 水曜 19:00 - 19:26 日曜 17:30 - 18:00                    | テレビ東京系列      | 同時ネット | 4月1日は 初回スペシャルとして 2話連続放送 |
| 奈良県         | 奈良テレビ     | 2009年4月8日 - 2010年4月21日 2010年4月26日 - 2011年6月27日 2011年7月4日 - 2012年4月9日 | 水曜 19:29 - 19:53 月曜 18:30 - 18:55 月曜 17:30 - 18:00 | 独立局              | 遅れネット |                                           |
| 日本全域       | AT-X           | 2009年4月22日 - 2012年4月11日                                                          | 水曜 9:30 - 10:00                                        | アニメ専門CS放送    | 遅れネット | 実写パートはカット リピート放送あり       |
| 和歌山県       | テレビ和歌山   | 2009年10月19日 - 2012年9月24日                                                         | 月曜 19:00 - 19:30                                       | 独立局              | 遅れネット |                                           |
| 日本全域       | アニマックス   | 2010年9月7日 - 2011年6月28日 2011年7月5日 - 2013年7月9日                               | 火曜 19:00 - 19:30 火曜 19:30 - 20:00                    | アニメ専門BS/CS放送 | 遅れネット | 実写パートはカット リピート放送あり       |

#### 過去の放送局
- 岐阜放送（2009年4月1日 - 2010年3月31日） - 同時ネットで放送していた。
- びわ湖放送（2009年5月14日 - 2011年3月10日）

### 夜の毎日かあさん
2010年10月4日から2011年6月6日までテレビ東京で放送された。純粋な再放送ではなく、本放送から好評を博したエピソードをよりぬいて放送している。下記の通り、放送時間は曜日によって異なる。

#### 放送時間
| 曜日                             | 放送時間    |
| -------------------------------- | ----------- |
| 火・水・金曜（月・火・木曜深夜） | 0:53 - 1:00 |
| 木曜（水曜深夜）                 | 1:13 - 1:20 |
| 土曜（金曜深夜）                 | 1:53 - 2:00 |

### Hello!毎日かあさん
2011年4月4日からテレビ東京系列で毎週月曜 - 金曜6:40 - 6:45放送。アニメ版の一場面を英語吹き替えにして、実用的なワンフレーズを覚える趣旨の子供向け英語教育番組。武田薬品工業の一社提供。2013年4月から、同年3月まで平日夕方に帯で放送中の『ピラメキーノ』を枠移動・短縮して放送することとなったため、当番組は終了した。

#### 出演者
先生
- 秋元玲奈（テレビ東京アナウンサー）

生徒
- 繁田美貴（テレビ東京アナウンサー）
- 矢部光祐
- 小西舞優

#### 放送局（Hello!毎日かあさん）
| 放送地域       | 放送局         | 放送期間                     | 放送日時                | 放送系列       | 放送の遅れ |
| -------------- | -------------- | ---------------------------- | ----------------------- | -------------- | ---------- |
| 関東広域圏     | テレビ東京     | 2011年4月4日 - 2013年3月29日 | 月曜 - 金曜 6:40 - 6:45 | テレビ東京系列 | 同時ネット |
| 大阪府         | テレビ大阪     | 2011年4月4日 - 2013年3月29日 | 月曜 - 金曜 6:40 - 6:45 | テレビ東京系列 | 同時ネット |
| 愛知県         | テレビ愛知     | 2011年4月4日 - 2013年3月29日 | 月曜 - 金曜 6:40 - 6:45 | テレビ東京系列 | 同時ネット |
| 北海道         | テレビ北海道   | 2011年4月4日 - 2013年3月29日 | 月曜 - 金曜 6:40 - 6:45 | テレビ東京系列 | 同時ネット |
| 岡山県・香川県 | テレビせとうち | 2011年4月4日 - 2013年3月29日 | 月曜 - 金曜 6:40 - 6:45 | テレビ東京系列 | 同時ネット |
| 福岡県         | TVQ九州放送    | 2011年4月4日 - 2013年3月29日 | 月曜 - 金曜 6:40 - 6:45 | テレビ東京系列 | 同時ネット |

| テレビ東京系列 水曜19:00 - 19:26                       | テレビ東京系列 水曜19:00 - 19:26                                      | テレビ東京系列 水曜19:00 - 19:26                                                       |
| 前番組                                                 | 番組名                                                                | 次番組                                                                                 |
| ------------------------------------------------------ | --------------------------------------------------------------------- | -------------------------------------------------------------------------------------- |
| ケータイ捜査官7 【ドラマ枠】                           | 毎日かあさん （2009年4月 - 2011年2月） 【本番組からアニメ枠】         | イナズマイレブン ※19:00 - 19:27 【26分繰り上げの上、2分縮小】                          |
| テレビ東京系列 日曜17:30 - 18:00                       |                                                                       |                                                                                        |
| 歌の楽園 （2010年4月 - 2011年3月） 【音楽番組枠】      | 毎日かあさん （2011年4月 - 2012年3月） 【本番組のみアニメ枠】         | 原宿キラキラ学院 （2012年4月 - 9月） 【本番組のみバラエティ枠】                        |
| テレビ東京系列 日曜10:30 - 10:55                       |                                                                       |                                                                                        |
| 美と健康の健やかタイム ※10:30 - 11:00                  | 毎日かあさん （再放送） （2012年4月 - 6月） 【本番組のみアニメ枠】    | ごるふなでしこ ※10:30 - 11:00 【土曜23:30 - 23:55枠から移動】 （2012年7月 - 9月）      |
| テレビ東京系列 月曜6:40 - 6:45                         |                                                                       |                                                                                        |
| あにてれ! 【番宣番組枠・月 - 火曜8:00 - 8:04へ移動】   | Hello!毎日かあさん （2011年4月 - 2013年3月） 【本番組のみアニメ枠】   | ピラメキーノ640 【月・水・木曜18:30 - 19:00・ 火・金曜18:30 - 18:55から 枠移動・短縮】 |
| テレビ東京系列 火 - 金曜6:40 - 6:45                    |                                                                       |                                                                                        |
| デジケン 【番宣番組枠】                                | Hello!毎日かあさん （2011年4月 - 2013年3月） 【本番組のみアニメ枠】   | ピラメキーノ640 【月・水・木曜18:30 - 19:00・ 火・金曜18:30 - 18:55から 枠移動・短縮】 |
| テレビ東京系列 金曜17:30 - 18:00（アニメ530第1枠）     |                                                                       |                                                                                        |
| ロボつく 【バラエティ枠】                              | もういちどみせます!毎日かあさん 【本番組からアニメ枠】                | イナズマイレブン熱血アンコール!                                                        |
| テレビ東京 火・水・金曜0:53 - 1:00（月・火・木曜深夜） |                                                                       |                                                                                        |
| ミニ番組枠                                             | 夜の毎日かあさん （2010年10月 - 2011年6月6日） 【本番組からアニメ枠】 | ?                                                                                      |
| テレビ東京 木曜1:13 - 1:20（水曜深夜）                 |                                                                       |                                                                                        |
| ミニ番組枠                                             | 夜の毎日かあさん （2010年10月 - 2011年6月8日） 【本番組からアニメ枠】 | ?                                                                                      |

## 実写映画
2011年2月5日に全国ロードショーされた実写版映画。監督は小林聖太郎。主演は小泉今日子で、永瀬正敏との元夫婦での共演となる。テレビアニメとはある程度宣伝の連携をしているが、基本的には独立した一般向けの映画作品として作られている。とうさん（西原の夫・鴨志田穣）の設定（アルコール依存症の件など）は原作同様にされ、“お別れ”までの物語が描かれる。
同時期に鴨志田が著した自伝的小説の映画化作品『酔いがさめたら、うちに帰ろう。』も公開された（2010年12月4日。東陽一監督）が、こちらとは特に宣伝上の連携はされていない。
2011年1月29、30日にテレビ東京でテレビ特番が放送。2011年2月2日放送のテレビアニメでは、札幌のロケ風景という形で小泉今日子がゲスト出演している。
キャッチコピーは「泣いてるヒマがあったら、笑おう。」、「本音で生きるかあさんと、ちょっと変わった家族の感動の実話」。
全国134スクリーンで公開され、2011年2月5-6日初日2日間で興収7,911万2,400円、動員は6万5,367人になり映画観客動員ランキング（興行通信社調べ）で初登場第4位となった。また、ぴあ初日満足度ランキング（ぴあ映画生活調べ）では第2位になるなど幅広い世代から好評となった。また、2011年6月に開催された第14回上海国際映画祭アジア新人賞部門にノミネートされ、最優秀作品賞を受賞したほか、日本批評家大賞では永瀬正敏が主演男優賞を受賞している。

### ストーリー
漫画家業と2児の子育てで大忙しのサイバラリエコ。そして元戦場カメラマンの夫ユタカはアルコール依存症で入退院を繰り返し、作家を志すと宣言しても結局は酒に溺れる日々。そんな夫に遂にリエコは離婚届を渡し、ユタカは隔離病棟へ転院することを決意する。そしてつらい日々の末、ユタカはようやく依存症を克服したが、今度はガンの発症が発覚した。

### キャスト
- サイバラ リエコ - 小泉今日子
- カモシダ ユタカ（夫） - 永瀬正敏
- ブンジ（長男、6歳） - 矢部光祐（子役）
- フミ（長女、4歳） - 小西舞優（子役）
- トシエ（祖母） - 正司照枝
- 愛ちゃん（アシスタント） - 田畑智子
- サイバラのママ友
  - 麦田 - 鈴木砂羽
  - 粟田 - 柴田理恵
  - 稗田 - 北斗晶
  - 米田 - 安藤玉恵
- シマダ（担当編集者） - 大森南朋
- ゴンゾ（友人で編集者） - 古田新太
- サイバラの兄 - 光石研
- カモシダに絡まれる母親 - 遠山景織子
- 木下ほうか、水木薫、須賀貴匡、佐藤誓、日向丈、土平ドンペイ、坂田聡、大橋未歩　ほか

### スタッフ（実写映画）
- 監督 - 小林聖太郎
- 脚本 - 真辺克彦
- 音楽 - 周防義和
- 原作 - 西原理恵子（毎日新聞連載・毎日新聞社刊）
- 撮影 - 斉藤幸一
- 美術 - 丸尾知行
- 照明 - 豊見山明長
- 録音 - 白取貢
- 編集 - 宮島竜治
- 衣裳/スタイリスト - 浜井貴子
- ヘアメイク - 青木映子
- 制作担当 - 斉藤大和
- 助監督 - 吉村達矢
- スクリプター - 阿保知香子
- VFX - 金魚事務所
- アニメーションパート - NAS、ぎゃろっぷ
- エンドロールスチール - 永瀬正敏（中盤までのモノクロ）、鴨志田穣（ラスト部のカラーパート）
- エグゼクティブプロデューサー - 中尾哲郎、那須野哲弥
- 企画 - 青木竹彦、原公男
- プロデューサー - 瀧川治水、渡辺大介
- 制作プロダクション - ツインズジャパン
- 製作 - 映画「毎日かあさん」製作委員会（テレビ東京、WOWOW、毎日新聞社、NAS、キングレコード、松竹、ツインズジャパン、ポニーキャニオン、テレビ大阪、テレビ愛知）
- 配給 - 松竹
- 助成 - 文化芸術復興費補助金

### 主題歌（実写映画）
- 「ケサラ〜CHE SARA〜」木村充揮（JUST LUCK RECORDS／HIP LAND MUSIC CORPORATION）

## 児童書籍
2011年1月15日に角川つばさ文庫にて『小説 毎日かあさん おかえりなさいの待つ家に』が刊行された。

2011年11月15日に角川つばさ文庫にて『小説 毎日かあさん 2 山のむこうで、空のむこうで』が刊行された。